# Segunda Categoría de Ecuador 1980
El Campeonato Ecuatoriano de Fútbol de Segunda Categoría 1980 fue la edición n.º 7 de la tercera división del fútbol ecuatoriano, este torneo fue el tercer escalafón de la pirámide del Fútbol Ecuatoriano por detrás de la Serie B y que comenzó a disputarse el 19 de octubre y terminaría el 22 de noviembre de 1980. El primer semestre del año se jugó los campeonatos provinciales, y en segundo semestre las Fases: Regional, Nacional y la Fase Final.
El Dep.del Valle obtendría su primer título, que le daría la oportunidad de participar en el Campeonato Ecuatoriano de Fútbol Serie B 1981 mientras que San Camilo obtendría el primer y único subcampeonato
.

## Sistema de campeonato
FASE PROVINCIAL (Primera Etapa)
- La Primera Fase está formada por los Campeonatos provinciales organizados por cada Asociación de Fútbol (7 en ese entonces), los campeones clasificarán al Zonal Regional.

FASE REGIONAL (Segunda Etapa)
- La Zona 1 estuvo integrada por las provincias deːGuayas, Tungurahua, Manabí y Pichincha.
- La Zona 2 estuvo integrada por las provincias deːAzuay, Los Ríos y El Oro

- La zona 1 jugara con 4 equipos, mientras que la Zona 2 con los restantes 3 equipos  de los cuales participaran por sorteo previo en encuentros de ida y vuelta clasificara a la tercera etapa el equipo con mayor cantidad de puntos posibles.

FASE FINAL (Tercera Etapa)
- Se jugara una final a doble partido, el ganador será reconocido como campeón de la Segunda Categoría 1980 y además jugara en la Serie B de 1981.

## Equipos clasificados
| Asociación        | Equipo             | Vía de clasificación                               |
| ----------------- | ------------------ | -------------------------------------------------- |
| Azuay 1 cupo      | Cruz del Vado      | Campeón de la Segunda Categoría de Azuay 1980      |
| El Oro 1 cupo     | Comerc. Huaquillas | Campeón de la Segunda Categoría de El Oro 1980     |
| Guayas 1 cupo     | LDU(G)             | Campeón de la Segunda Categoría de Guayas 1980     |
| Los Ríos 1 cupo   | San Camilo         | Campeón de la Segunda Categoría de Los Ríos 1980   |
| Manabí 1 cupo     | Dep.del Valle      | Campeón de la Segunda Categoría de Manabí 1980     |
| Pichincha 1 cupo  | Politécnico        | Campeón de la Segunda Categoría de Pichincha 1980  |
| Tungurahua 1 cupo | Tec.Guayaquil      | Campeón de la Segunda Categoría de Tungurahua 1980 |

## Zona 1
Los equipos de Guayas, Tungurahua, Manabí y Pichincha.

### Grupo A
|  |    | Equipo        | PJ | PG | PE | PP | GF | GC | DG | PTS |
|  | -- | ------------- | -- | -- | -- | -- | -- | -- | -- | --- |
|  | 1° | Dep.del Valle | 6  | 5  | 0  | 1  | 12 | 6  | +6 | 10  |
|  | 2º | LDU(G)        | 6  | 3  | 0  | 3  | 17 | 13 | +4 | 6   |
|  | 3º | Politécnico   | 6  | 2  | 1  | 3  | 7  | 7  | 0  | 5   |
|  | 4º | Tec.Guayaquil | 6  | 1  | 1  | 4  | 7  | 15 | -8 | 3   |

|  | Clasifica a la final |

### Partidos y resultados
| Fecha 1       | Fecha 1   | Fecha 1          |
| Equipo Local  | Resultado | Equipo Visitante |
| ------------- | --------- | ---------------- |
| Tec.Guayaquil | 3-2       | LDU(G)           |
| Politécnico   | 0-1       | Dep.del Valle    |

| Fecha 2       | Fecha 2   | Fecha 2          |
| Equipo Local  | Resultado | Equipo Visitante |
| ------------- | --------- | ---------------- |
| LDU(G)        | 3-0       | Politécnico      |
| Dep.del Valle | 2-0       | Tec.Guayaquil    |

| Fecha 3      | Fecha 3   | Fecha 3          |
| Equipo Local | Resultado | Equipo Visitante |
| ------------ | --------- | ---------------- |
| Politécnico  | 2-0       | Tec.Guayaquil    |
| LDU(G)       | 2-1       | Dep.del Valle    |

| Fecha 4       | Fecha 4   | Fecha 4          |
| Equipo Local  | Resultado | Equipo Visitante |
| ------------- | --------- | ---------------- |
| LDU(G)        | 6-2       | Tec.Guayaquil    |
| Dep.del Valle | 2-1       | Politécnico      |

| Fecha 5       | Fecha 5   | Fecha 5          |
| Equipo Local  | Resultado | Equipo Visitante |
| ------------- | --------- | ---------------- |
| Politécnico   | 3-2       | LDU(G)           |
| Tec.Guayaquil | 1-2       | Dep.del Valle    |

| Fecha 6       | Fecha 6   | Fecha 6          |
| Equipo Local  | Resultado | Equipo Visitante |
| ------------- | --------- | ---------------- |
| Tec.Guayaquil | 1-1       | Politécnico      |
| Dep.del Valle | 4-2       | LDU(G)           |

## Zona 2
Los equipos de Azuay, Los Ríos y El Oro.

### Grupo B
|  |    | Equipo             | PJ | PG | PE | PP | GF | GC | DG | PTS |
|  | -- | ------------------ | -- | -- | -- | -- | -- | -- | -- | --- |
|  | 1° | San Camilo         | 4  | 3  | 1  | 0  | 8  | 4  | +4 | 7   |
|  | 2º | Comerc. Huaquillas | 4  | 1  | 2  | 1  | 5  | 6  | -1 | 4   |
|  | 3º | Cruz del Vado      | 4  | 0  | 1  | 3  | 4  | 7  | -3 | 1   |

|  | Clasifica a la final |

### Partidos y resultados
| Fecha 1      | Fecha 1   | Fecha 1          |
| Equipo Local | Resultado | Equipo Visitante |
| ------------ | --------- | ---------------- |
| San Camilo   | 2-1       | San Camilo       |

| Fecha 2       | Fecha 2   | Fecha 2           |
| Equipo Local  | Resultado | Equipo Visitante  |
| ------------- | --------- | ----------------- |
| Cruz del Vado | 1-1       | Comerc.Huaquillas |

| Fecha 3           | Fecha 3   | Fecha 3          |
| Equipo Local      | Resultado | Equipo Visitante |
| ----------------- | --------- | ---------------- |
| Comerc.Huaquillas | 2-2       | San Camilo       |

| Fecha 4       | Fecha 4   | Fecha 4          |
| Equipo Local  | Resultado | Equipo Visitante |
| ------------- | --------- | ---------------- |
| Cruz del Vado | 1-2       | San Camilo       |

| Fecha 5           | Fecha 5   | Fecha 5          |
| Equipo Local      | Resultado | Equipo Visitante |
| ----------------- | --------- | ---------------- |
| Comerc.Huaquillas | 2-1       | Cruz del vado    |

| Fecha 6      | Fecha 6   | Fecha 6           |
| Equipo Local | Resultado | Equipo Visitante  |
| ------------ | --------- | ----------------- |
| San Camilo   | 2-1       | Comerc.Huaquillas |

### Final
La disputaron Dep.del Valle ganador del Grupo A en la Zona 1 y San Camilo ganador del Grupo B de la Zona 2, ganando la serie; el equipo de Dep.del Valle y el cual jugara el torneo de la serie B en 1981
| Ciudad                                                   | Equipo local  | Resultado | Equipo visitante |
| -------------------------------------------------------- | ------------- | --------- | ---------------- |
| Quevedo                                                  | San Camilo    | 2-3       | Dep.del Valle    |
| Portoviejo                                               | Dep.del Valle | 3-1       | San Camilo       |
| Dep.del Valle gana el Título con marcador global de 6-3. |               |           |                  |

### Campeón
|                                                      |
| Dep.del Valle 1.er Título Ascendió a la Serie B 1981 |

## Tabla General
|  |  |    | Equipo             | PJ | PG | PE | PP | GF | GC | DG | PTS |
|  |  | -- | ------------------ | -- | -- | -- | -- | -- | -- | -- | --- |
|  |  | 1° | Dep.del Valle      | 8  | 7  | 0  | 1  | 18 | 9  | +9 | 14  |
|  |  | 2° | San Camilo         | 6  | 3  | 1  | 2  | 11 | 10 | +1 | 7   |
|  |  | 3º | LDU(G)             | 6  | 3  | 0  | 3  | 17 | 13 | +4 | 6   |
|  |  | 4º | Politécnico        | 6  | 2  | 1  | 3  | 7  | 7  | 0  | 5   |
|  |  | 5º | Comerc. Huaquillas | 4  | 1  | 2  | 1  | 5  | 6  | -1 | 4   |
|  |  | 6º | Tec.Guayaquil      | 6  | 1  | 1  | 4  | 7  | 15 | -8 | 3   |
|  |  | 7º | Cruz del Vado      | 4  | 0  | 1  | 3  | 4  | 7  | -3 | 1   |

PJ = Partidos jugados; PG = Partidos ganados; PE = Partidos empatados; PP = Partidos perdidos; GF = Goles a favor; GC = Goles en contra; DG = Diferencia de gol; PTS = Puntos
|  | Campeón, ascendio a la Serie B 1981. |